# Distolasterias elegans
Distolasterias elegans är en sjöstjärneart som beskrevs av Alexander Michailovitsch Djakonov 1931. Distolasterias elegans ingår i släktet Distolasterias och familjen trollsjöstjärnor. Inga underarter finns listade i Catalogue of Life.